# 范済
范済（はん さい、生没年不詳）は、明代の官僚。

## 生涯
元のとき、進士に及第した。洪武年間、文学の才により推挙されて広信知府となった。のちに罪に問われて一兵士として興州に流された。1425年（洪熙元年）、宣徳帝が即位すると、范済は八十数歳の老齢であったが、北京の宮殿を訪れて交鈔・辺境防衛・屯田・学校など八事を言上した。
宣徳帝は范済を任用して上奏の内容を実施させたいと望んだが、礼部尚書の呂震が范済の犯歴と老齢を理由に強く反対した。このため范済は儒学訓導となった。